# 다이어네틱스
다이어네틱스(Dianetics, 그리스어로 "통과하다"를 의미하는 dia와 "마음"을 의미하는 nous에서 유래)는 공상과학 작가이자 사이언톨로지 창립자인 L. 론 허버드가 창안한 정신과 신체 사이의 형이상학적 관계에 관한 일련의 유사과학적 아이디어와 관행이다. 다이어네틱스는 사이언톨로지와 이슬람 국가(2010년 기준)의 추종자들에 의해 실천되고 있다.
다이어네틱스는 원래 정신의학의 한 분야로 생각되었는데, 허바드는 다양한 정신 분석가들이 다이어네틱스를 비과학적이라고 일축하자 다이어네틱스를 경멸하게 되었다. 다이어네틱스는 심리 치료의 한 형태로 제시되지만, 다이어네틱스와 그 핵심 개념은 처음부터 심리학자들과 다른 과학자들에 의해 거부되었으며 신뢰할 만한 증거에 의해 뒷받침되지 않았다.